# 睡莲 (莫奈)
《睡莲》（法語： 發音：[nɛ̃.fe.a]）是法国印象派画家莫奈所绘的系列油畫作品，總共約有250幅。

## 背景
这组绘画作品主要描绘的是莫奈在吉维尼花园中的睡莲，创作花费了莫奈晚年的大部分时光，且繪成於莫奈罹患白內障時期。首批作品于1909年5月于巴黎丢朗－吕厄的画廊中展示。
《睡莲》组画是莫奈晚年作品的一个成熟系列，也更进一步成就了他印象派大师的名号。1883年，时年四十多岁的莫奈在妻子离世后，搬到了巴黎郊区一个宁静的小镇吉维尼，以画为生。七年后，他从长期购买他作品的画商保罗那里得到了一笔钱，他买下了房屋和庭院后，开始打理他的花园，并挖了一个人工池塘，种下了一池睡莲。起初只是观赏睡莲，后来他渐渐产生了创作的冲动——“池里的精灵浮现在我眼前，我举起了调色板”，就这样一幅幅睡莲画作诞生了，睡莲成了他晚年绘画的主题。如今这些睡莲画作散落在世界上千个大美术馆、博物馆，流到市场上的作品也被各国收藏家争相购买珍藏。

## 部分作品

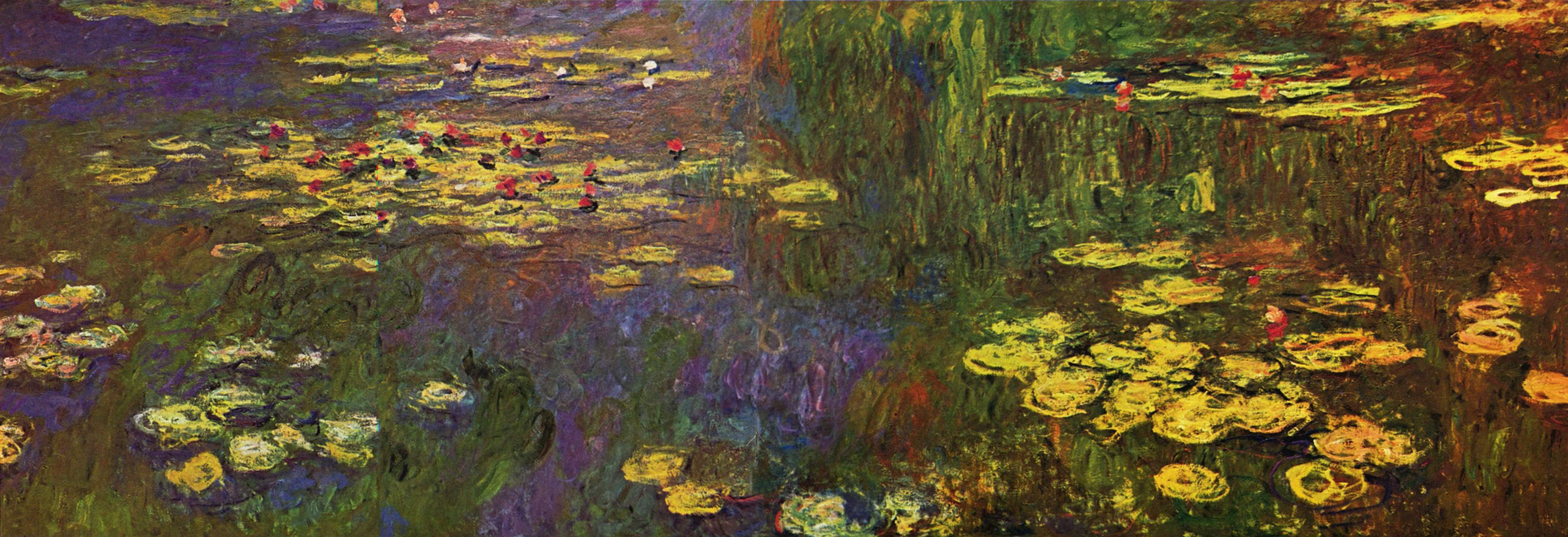
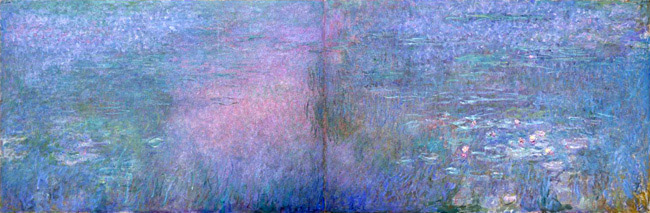
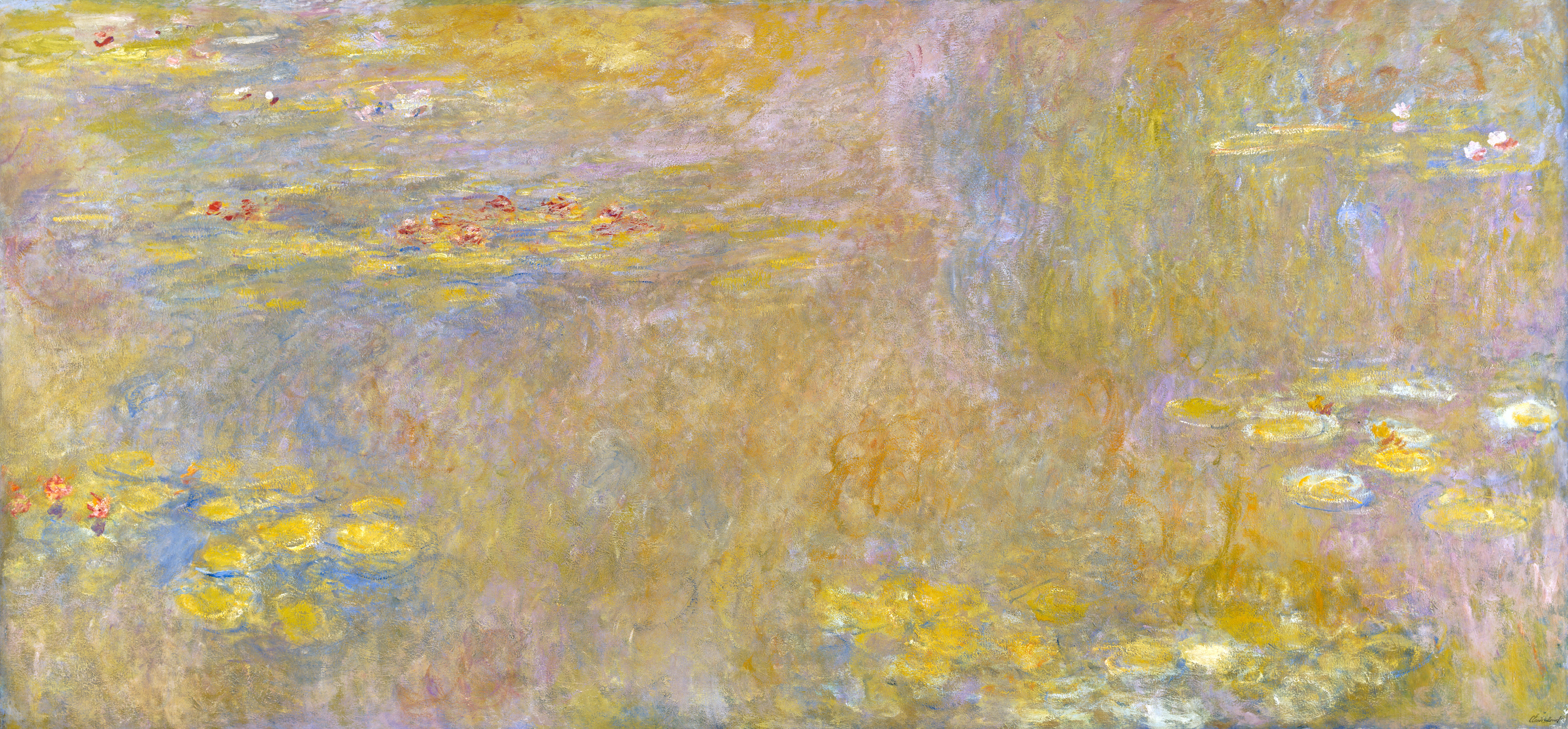
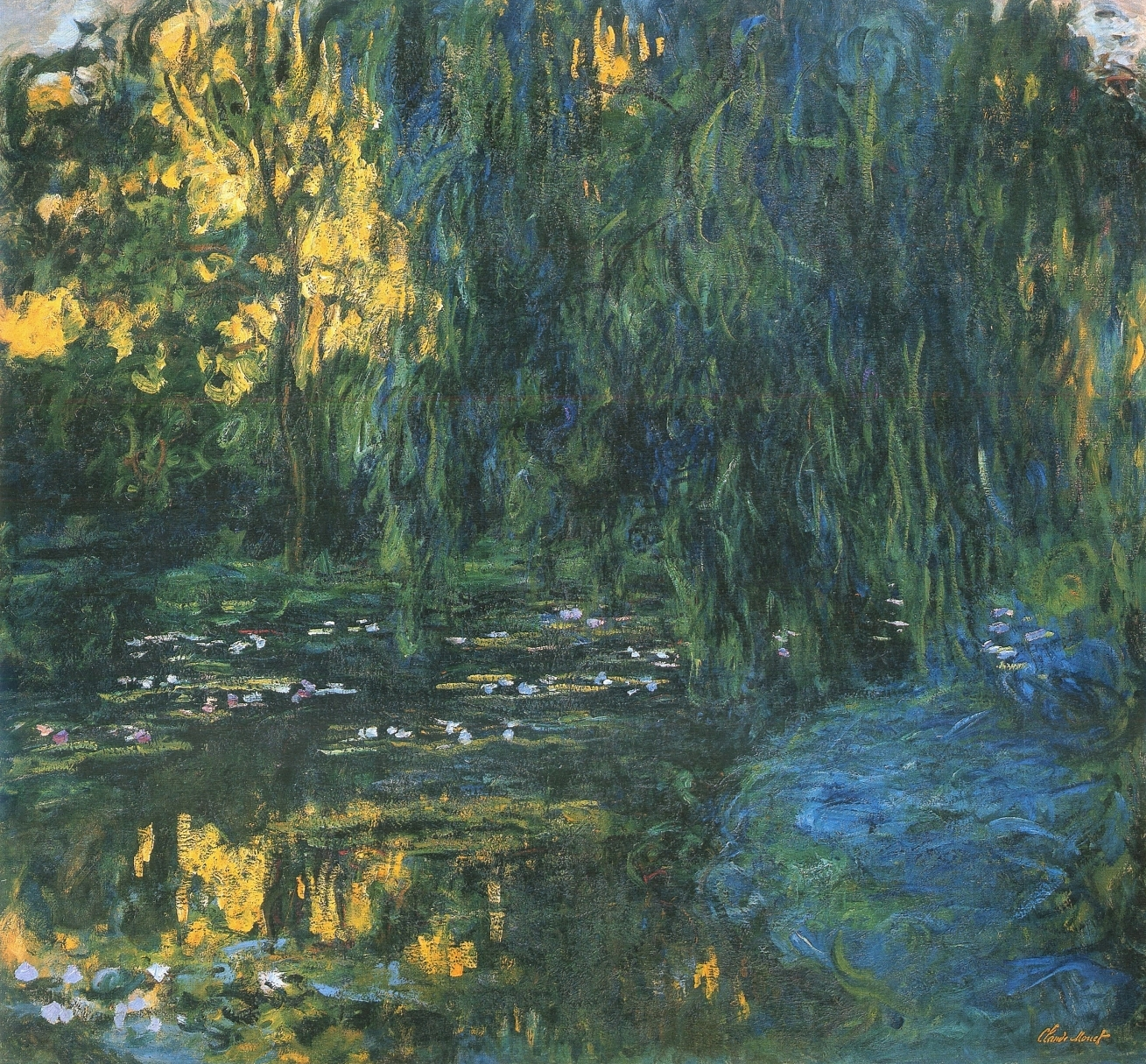
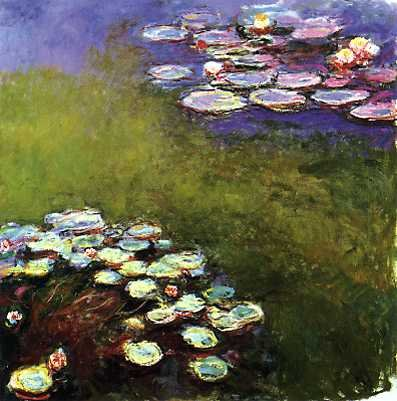
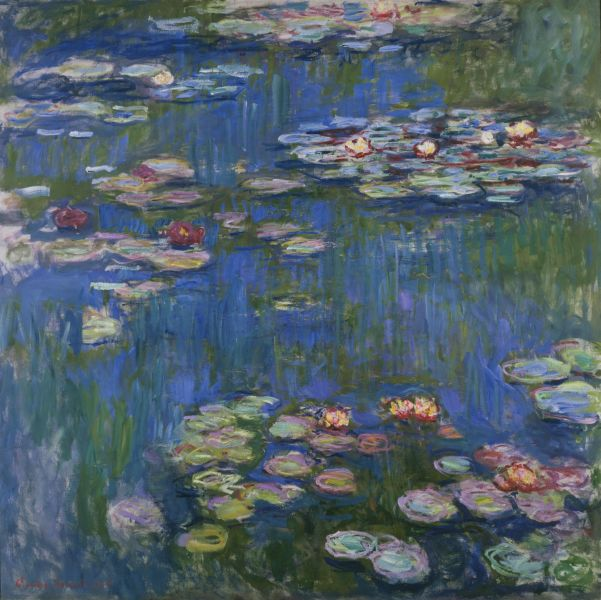
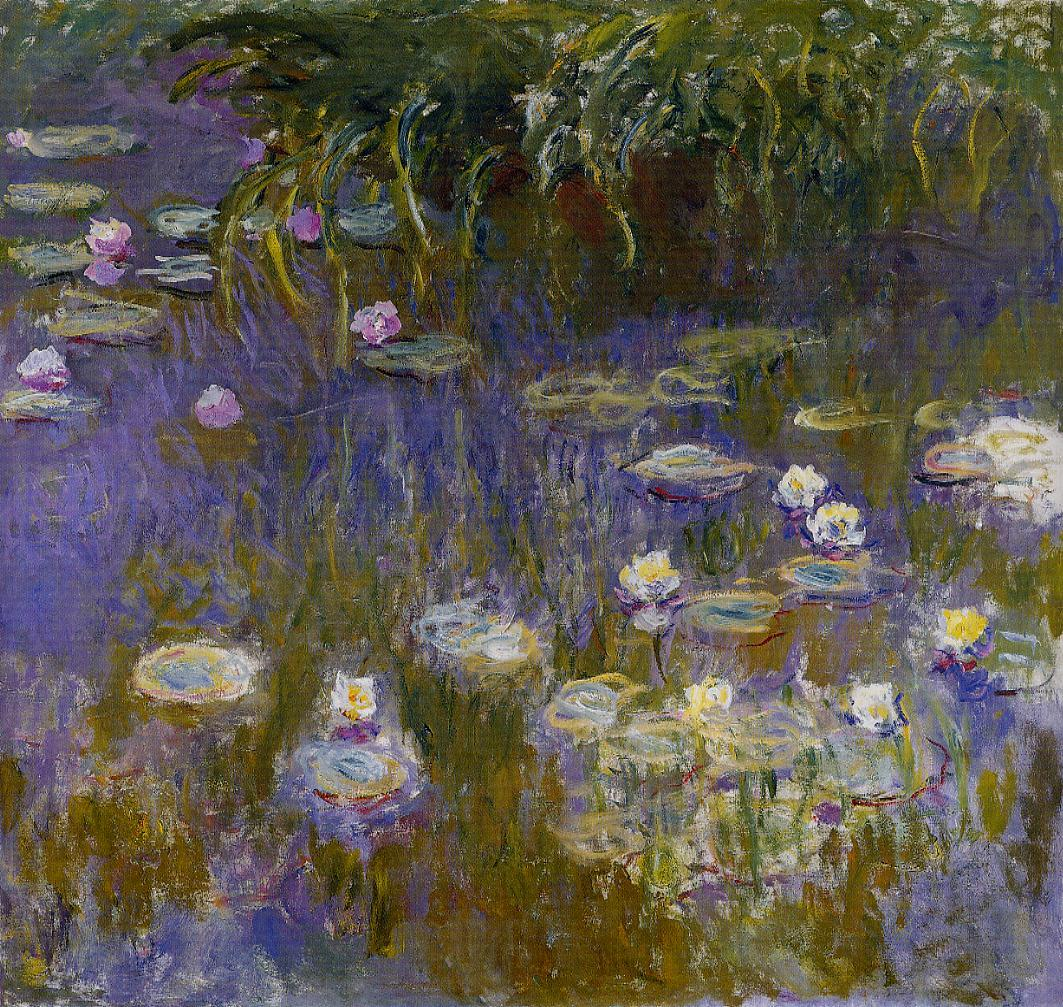
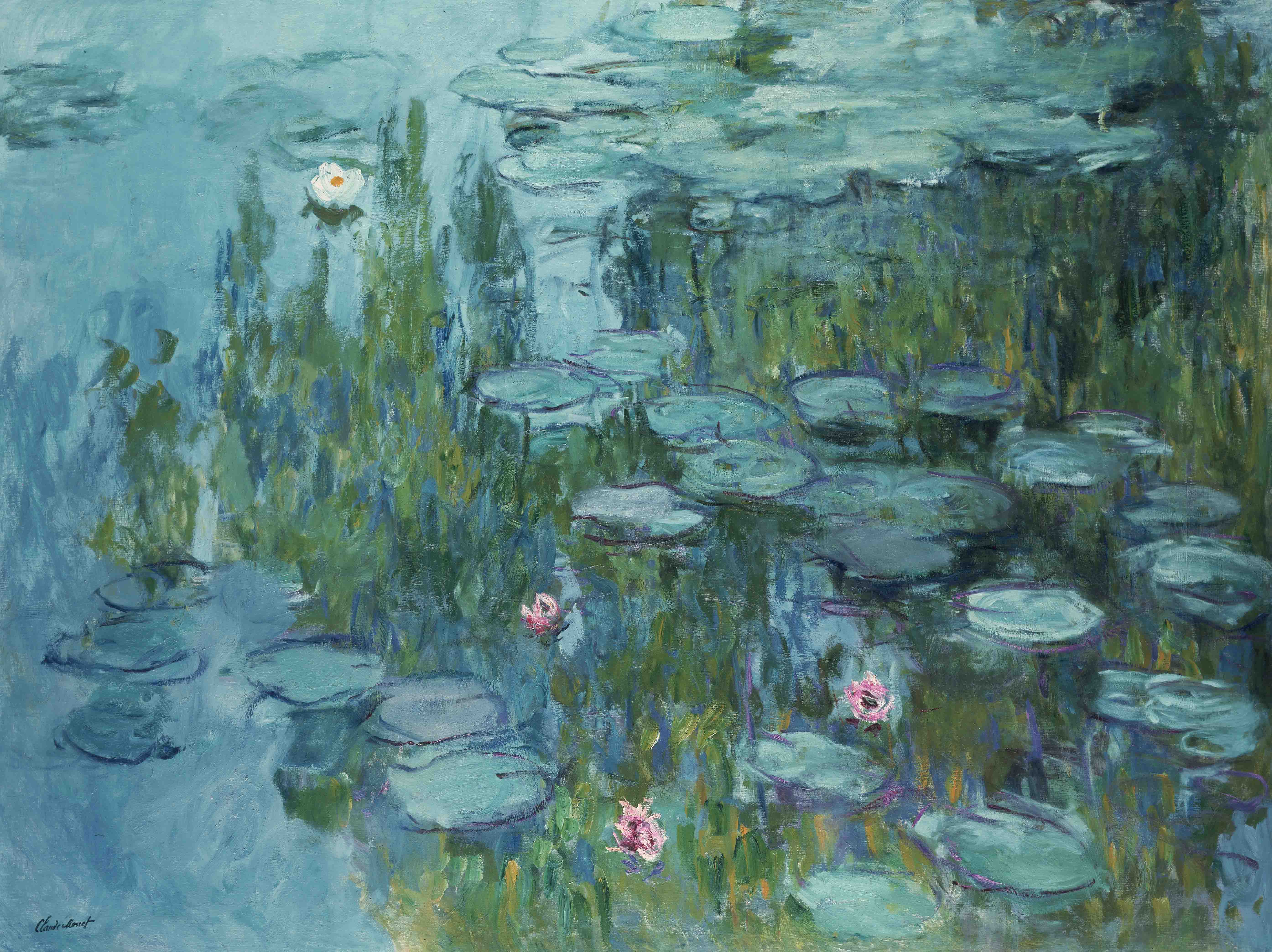
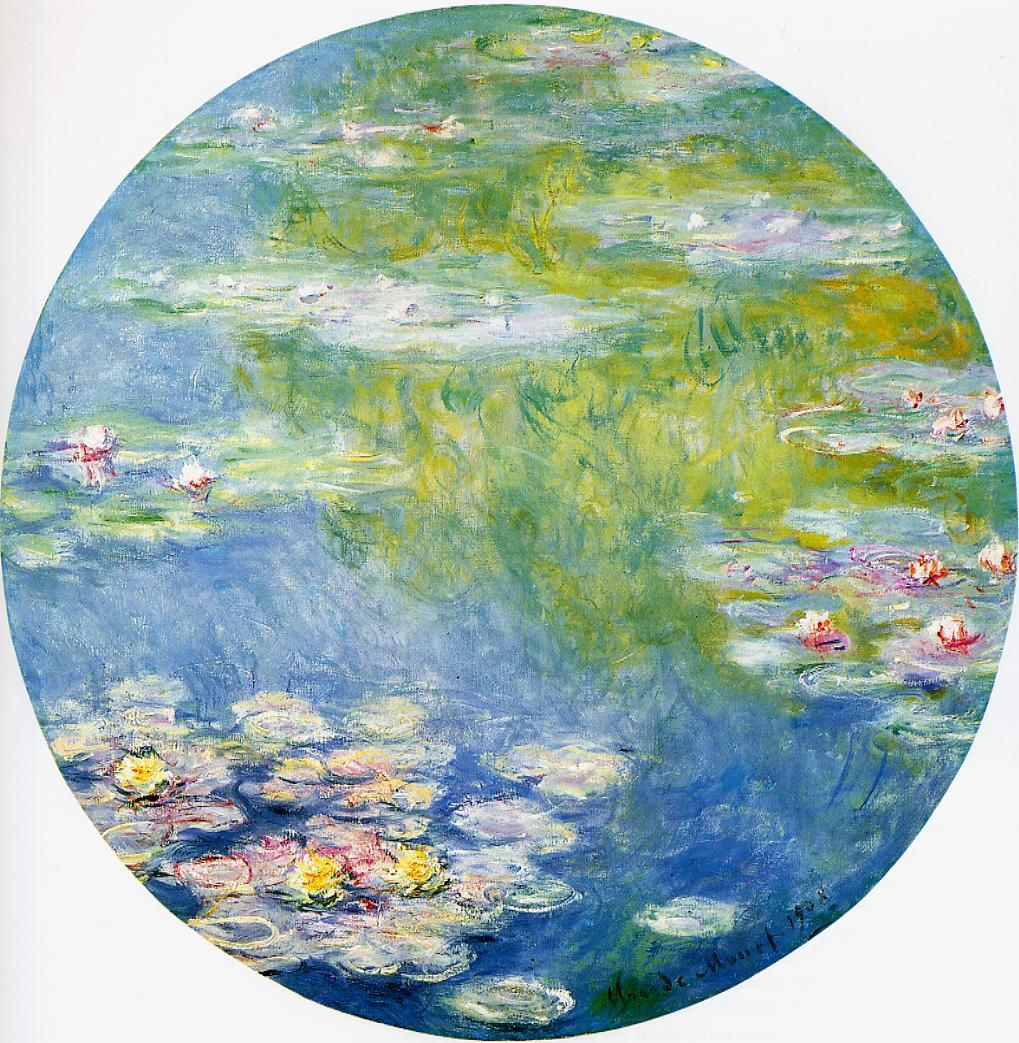
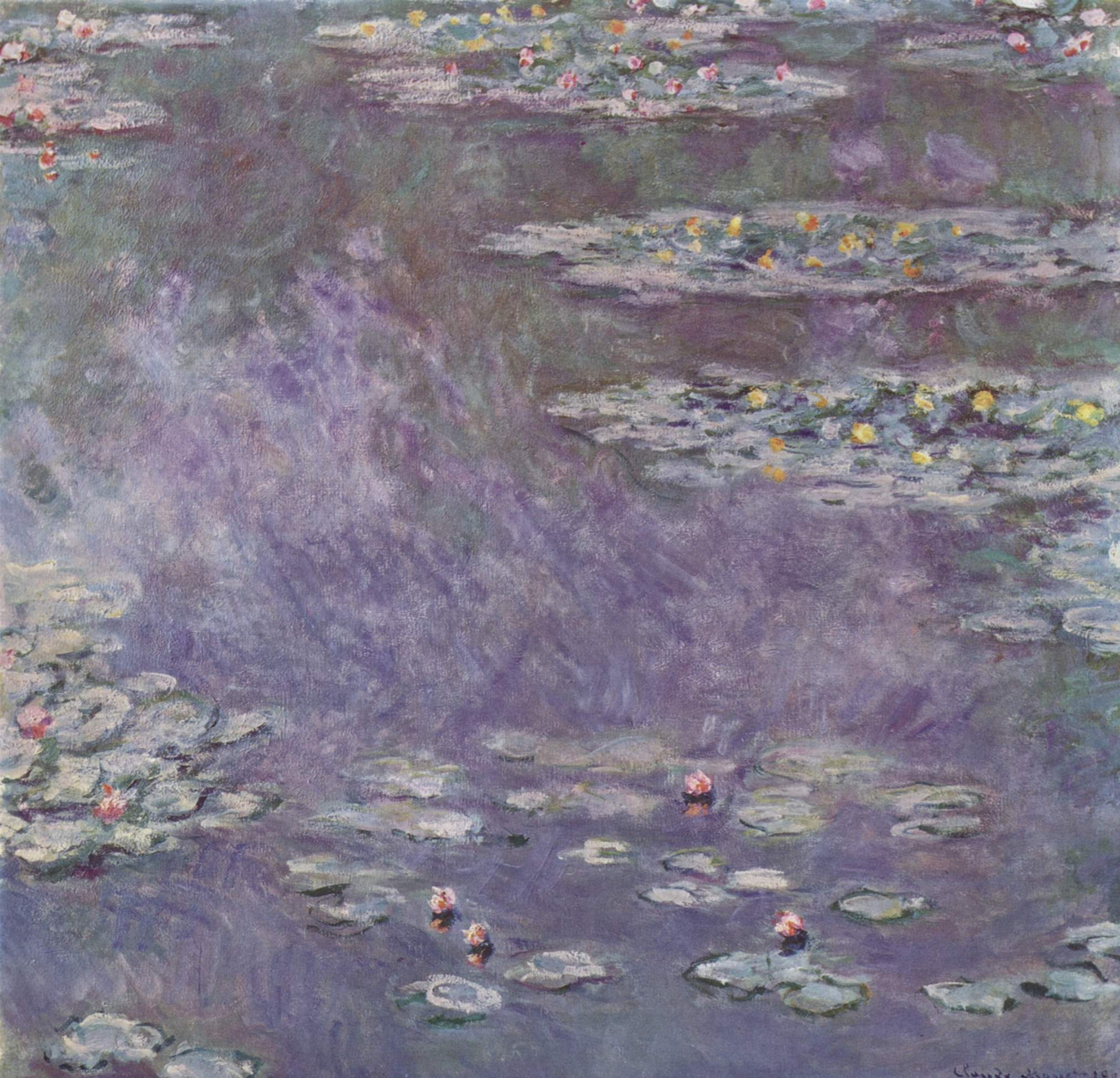
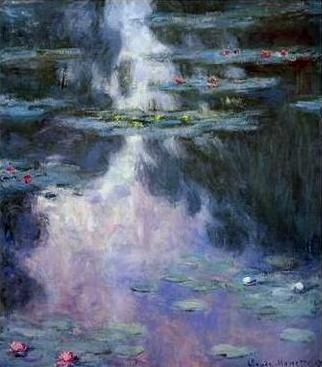
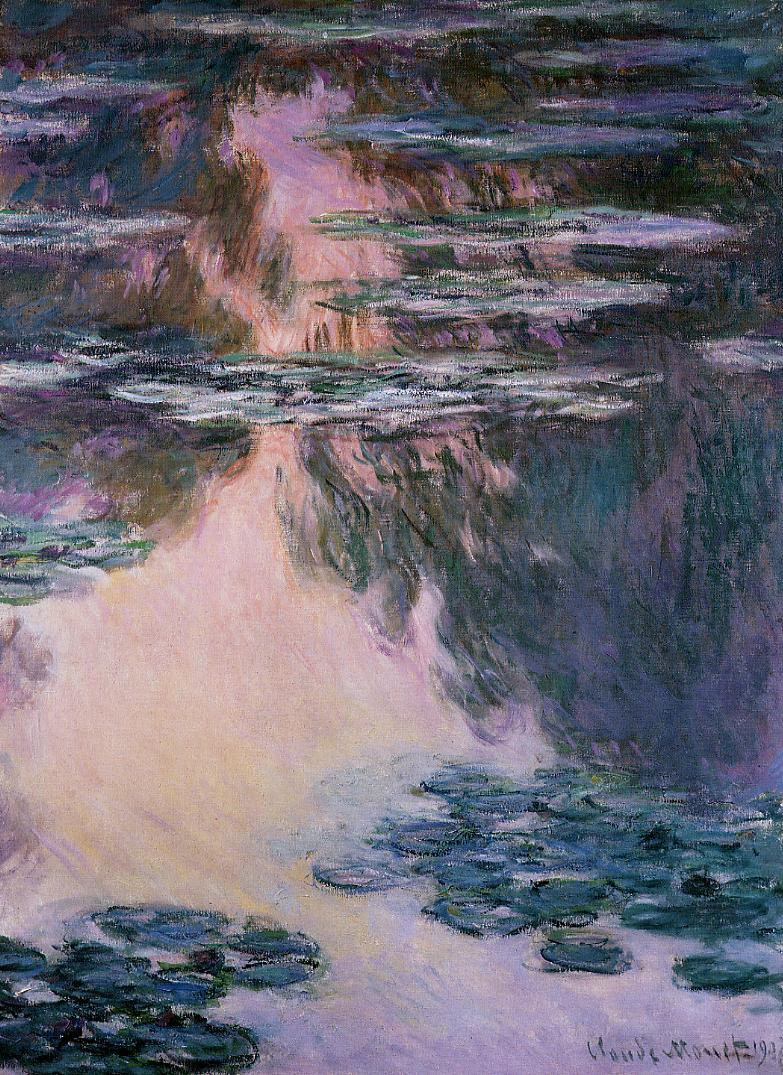
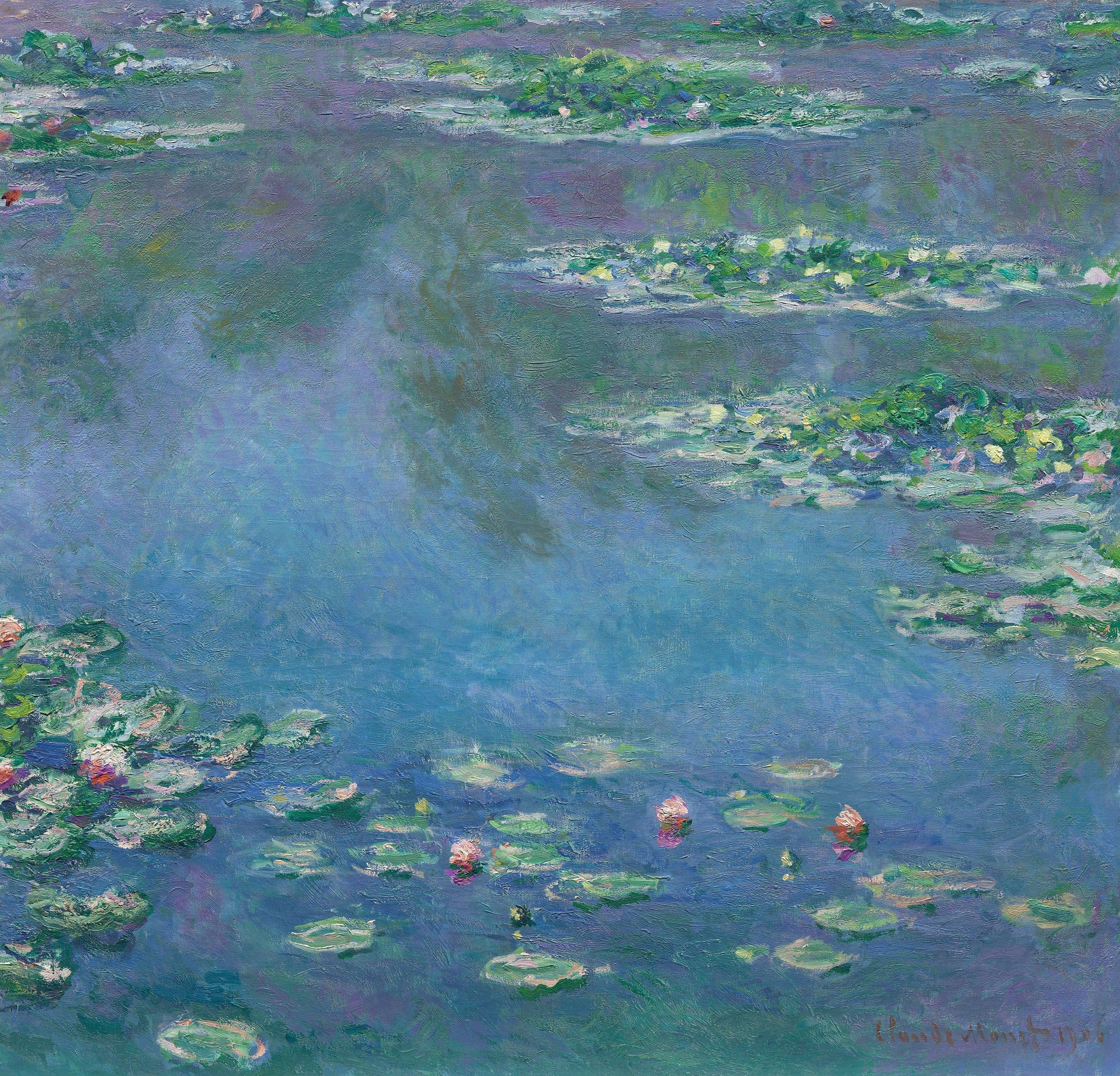
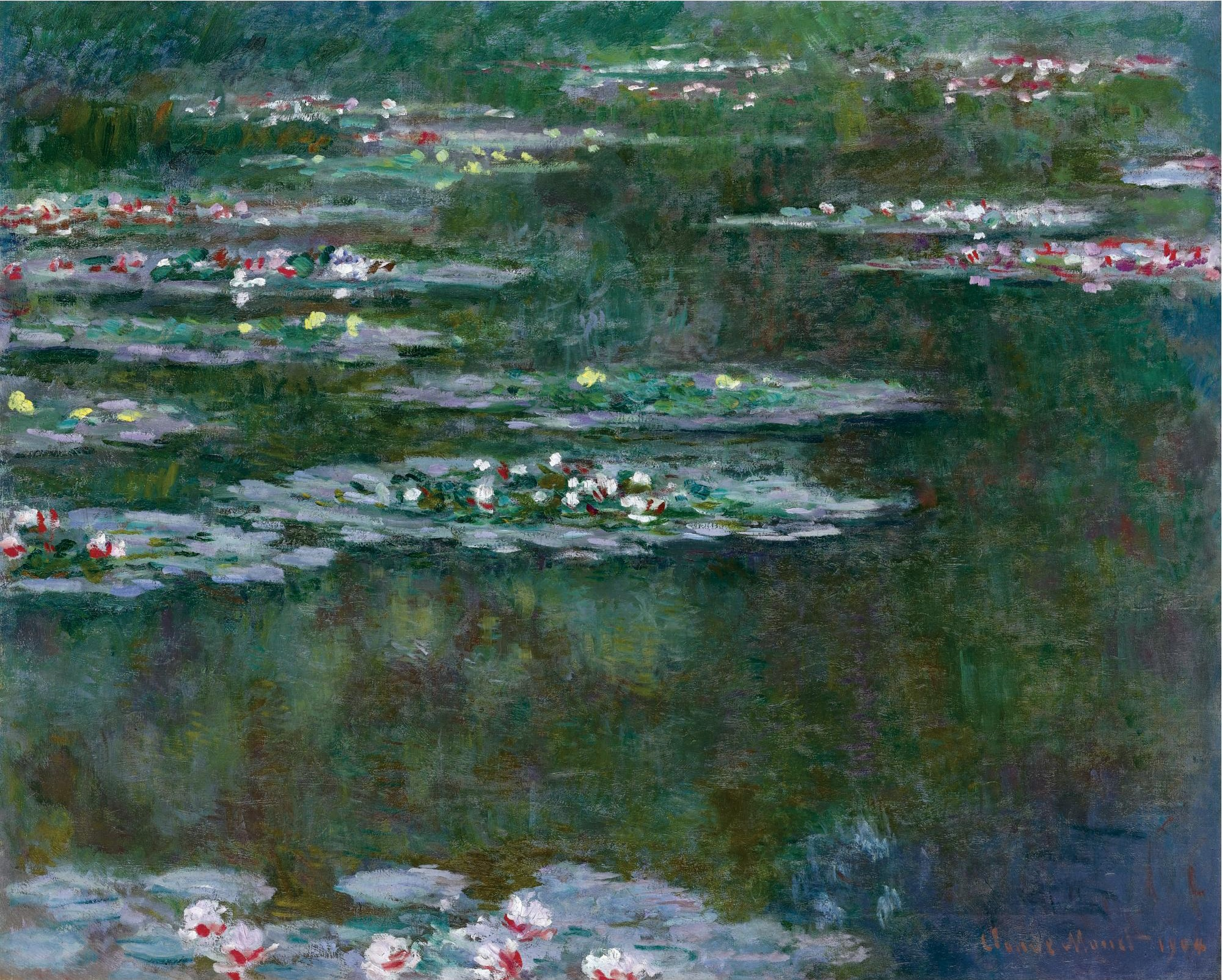
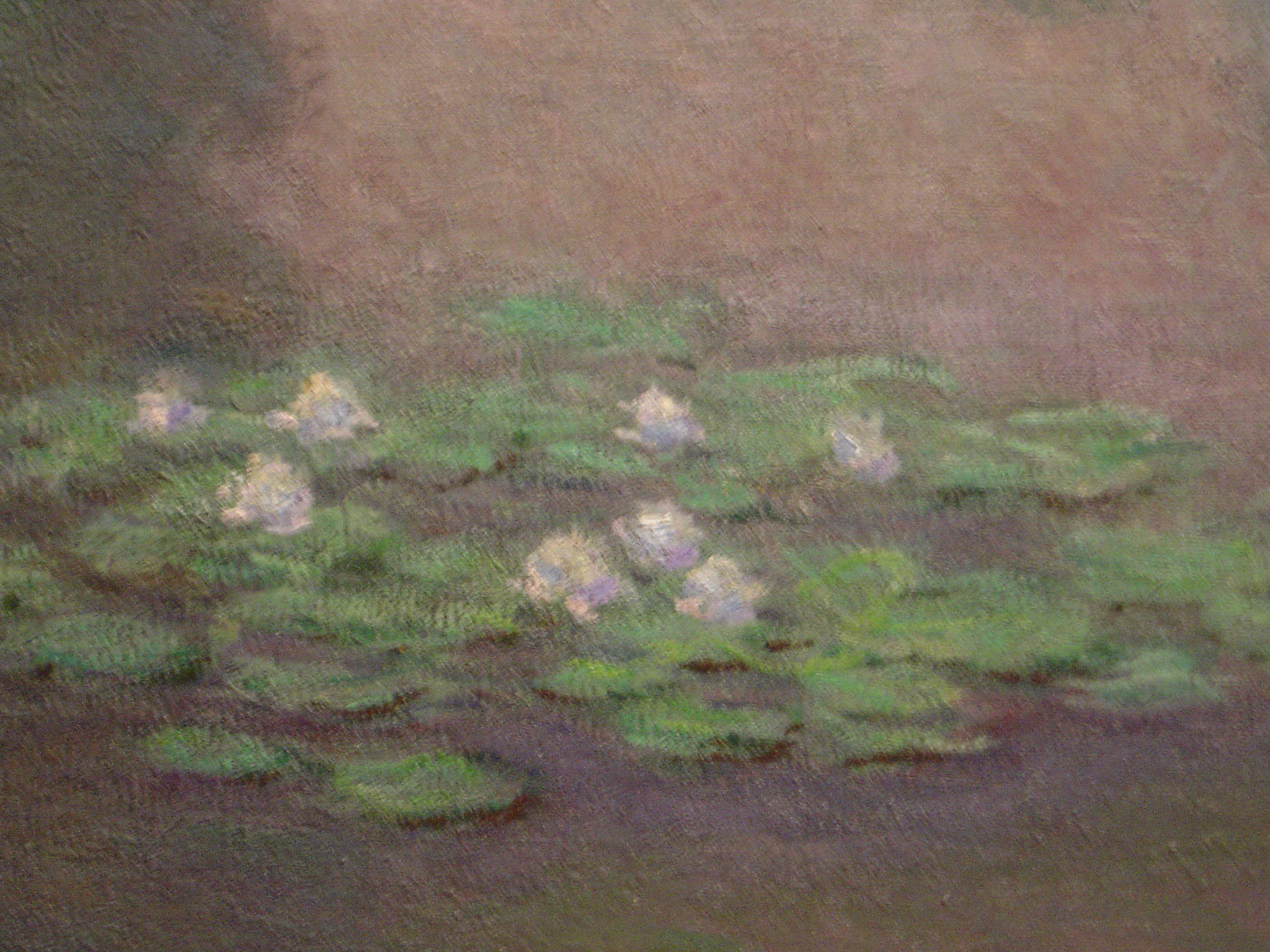
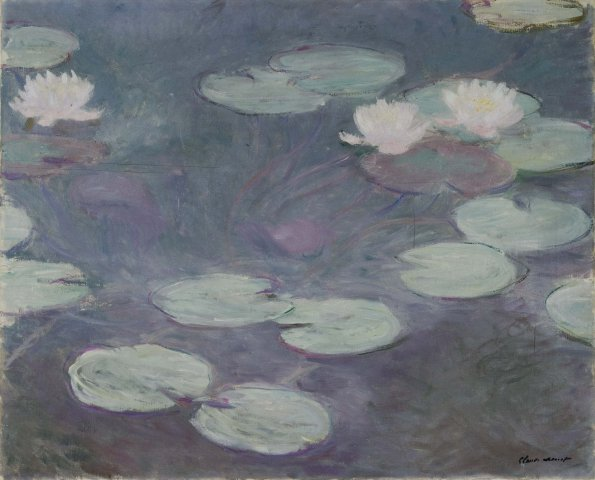